# Shingay cum Wendy
Shingay cum Wendy – civil parish w Anglii, w Cambridgeshire, w dystrykcie South Cambridgeshire. W 2011 roku civil parish liczyła 139 mieszkańców. W obszar civil parish wchodzą także Shingay i Wendy.